# Friedrich Albrecht Carl Gren

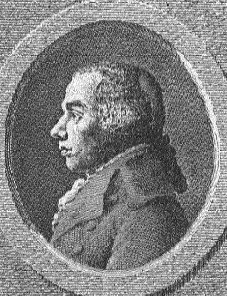
Porträt von Friedrich Albrecht Carl Gren

Friedrich Albrecht Carl Gren oder Friedrich Albert Carl Gren (* 1. Mai 1760 in Bernburg; † 26. November 1798 in Halle (Saale)) war ein deutscher Chemiker, Physiker, Mediziner und Philosoph.
Er verfasste Ende des 18. Jahrhunderts das viel gelesene dreibändige Systematische Handbuch der Gesamten Chemie (1787 bis 1790), an dem nach dem Tode Grens auch Martin Heinrich Klaproth mitarbeitete. 1794 begann er mit der Herausgabe des Journals der Physik, als Annalen der Physik von Ludwig Wilhelm Gilbert fortgeführt. Er war einer der letzten und energischsten Vertreter der Phlogistonlehre.

## Leben und Wirken
Friedrich Grens Eltern waren der Hutmachermeister Johan Magnus Gren (1715–1775) und Dorothea Elisabeth Gren, geborene Sieber. Er war eigentlich für das Studium der Theologie bestimmt, musste aber nach dem Tod seines Vaters eine Lehre bei Apotheker F.C. Schulze in der Grünen Apotheke in Bernburg beginnen. 1779 wurde ihm eine Apotheke in Offenbach am Main übertragen. Im folgenden Jahr ging er zu Wilhelm Bernhard Trommsdorff in Erfurt. Auf dessen Rat begann er 1782 ein Studium der Medizin in Helmstedt. Lorenz von Crell gewährte ihm freie Unterkunft, vermittelte ihm ein Stipendium und empfahl ihn 1783 als chemiekundigen Gehilfen an Wenceslaus Johann Gustav Karsten in Halle. Schon als Student der Medizin hielt er Vorlesungen in Chemie. 1786 wurde er zum Doktor der Medizin promoviert. In seiner Dissertationsschrift Dissertatio inauguralis physica-medicy sistens observationes et experimenta circa genesin aëris fixi et phlogisticati über die damals allgemein anerkannte Phlogistontheorie. 1787 wurde er Doktor der Philosophie und Privatdozent, kurz darauf außerordentlicher Professor der Arzneiwissenschaften, 1788 ordentlicher Professor der Philosophie und später auch der Medizin. Er starb an Tuberkulose.
Gren war einer der Hauptvertreter der Phlogistonlehre, als diese schon durch die Schule von Antoine de Lavoisier in den 1780er Jahren mit quantitativen Methoden angegriffen und zunehmend durch Lavoisiers Lehre (antiphlogistische Chemie) verdrängt wurde, in deren Zentrum der Sauerstoff stand. Ein Problem der Phlogistonlehre war die Gewichtszunahme bei Verbrennen von Metallen, wobei eigentlich Phlogiston entweichen sollte. Gren vertrat die Ansicht, dass das Phlogiston absolut leicht sei, was aber häufig verkürzt so interpretiert wurde, dass er ihm negatives Gewicht zuschrieb, um die Phlogiston-Theorie verteidigen zu können. Schließlich überzeugten ihn (wie auch Trommsdorf) um 1793 Versuche von Martin Heinrich Klaproth und Friedrich August Göttling. Er versuchte aber immer noch, die alte und neue Lehre in Übereinstimmung zu bringen, indem er statt wie Lavoisier Licht und Wärmestoff zu den grundlegenden Elementen zu zählen, Feuerstoff (Phlogiston) und Wärmestoff wählte und Licht als Verbindung von Feuerstoff und Wärmestoff ansah.
Gren war ein guter, klarer Vortragender und Experimentator. Während er anfangs auch über Naturgeschichte las, beschränkte er sich später auf Chemie, Pharmakologie (die Bezeichnung soll von ihm herrühren) und Physik. 1790 bis 1794 gab er in Leipzig das Journal der Physik in acht Bänden, 1795 bis 1797 das Neue Journal der Physik in vier Bänden und anschließend das erste Heft der Annalen der Physik heraus. Darin vermittelte er die neuen Kenntnisse des Auslands auf dem Gebiet der Verbrennungslehre und des Galvanismus.
1788 isolierte er Cholesterol aus Gallensteinen.
1792 wurde er zum auswärtigen Mitglied der Preußischen Akademie der Wissenschaften gewählt. In Halle ist er in die Freimaurerloge Zu den drei Degen aufgenommen worden.
Ab 1788 war er mit Karstens Tochter Johanna Sophie (1762–1800) verheiratet. Seine Tochter Caroline wurde später Pflegetochter von Sigismund Friedrich Hermbstädt und heiratete Eduard Hufeland, den Sohn von Christoph Wilhelm Hufeland.

## Schriften
- Betrachtungen über die Gärung. 1784[6]
- Chemische Zergliederung des Wolframs. 1786, (Juan Jose de Elhuyar y de Suvisa, Fausto Elhuyar y de Suvisa); archive.org.
- Systematisches Handbuch der gesammten Chemie: zum Gebrauche seiner Vorlesungen entworfen. - Halle: Waisenhaus, 1787. Digitalisierte Ausgabe der Universitäts- und Landesbibliothek Düsseldorf (urn:nbn:de:hbz:061:2-28700):
  - Band 1 1787 (urn:nbn:de:hbz:061:2-33741)
  - Band 2,1 1789 (urn:nbn:de:hbz:061:2-33731)
  - Band 2,2 1790 (urn:nbn:de:hbz:061:2-33724)
  - 3. Auflage. / durchges. u. umgearb. von Martin Heinrich Klaproth 1. 1806 (urn:nbn:de:hbz:061:2-26631)
  - 3. Auflage. / durchges. u. umgearb. von Martin Heinrich Klaproth 2. 1806 (urn:nbn:de:hbz:061:2-24661)
  - 3. Auflage. / durchges. u. umgearb. von Martin Heinrich Klaproth 3. Die Erdharze. 1807 (urn:nbn:de:hbz:061:2-25323)
- Systematisches Handbuch der gesamten Chemie. 1787–1794, letzte Auflage 1819; archive.org.
- Grundriss der Naturlehre. 1787. 5. Auflage 1808 (urn:nbn:de:hbz:061:2-24828); 6. Auflage 1820; archive.org.
- Anfangsgründe der Naturlehre (mit Kasten) (Digitalisat in der Google-Buchsuche)
- System der Pharmakologie oder Lehre von den Arzneymitteln. 1800; archive.org.
- Handbuch der Pharmacologie oder der Lehre von den Arzneymitteln. (mit Bernhardi und Bucholz) 1792; archive.org.
- als Hrsg.: Journal der Physik (Leipzig), ab 1794, fortgeführt von Ludwig Wilhelm Gilbert (Annalen der Physik).
- System der Pharmakologie oder Lehre von den Arzneymitteln, nach ihrem naturhistorischen, pharmazeutischen und therapeutischen Theile kritisch bearbeitet. 2. Auflage. T. 1 – 2. Halle: Verl. d. Waisenhaus-Buchh., 1798. urn:nbn:de:hbz:061:2-149004, Universitäts- und Landesbibliothek Düsseldorf
- Friedrich Albrecht Carl Gren’s vormals Professors zu Halle Grundriß der Naturlehre: mit sechszehn Kupfertafeln. 5., sehr vermehrte und verbesserte Ausg. Hemmerde und Schwetschke, Halle 1808. (urn:nbn:de:hbz:061:2-24828)